# Río Lapataia
El río Lapataia es un cauce fluvial de la isla Grande de Tierra del Fuego, que nace en las estribaciones de la Cordillera de Darwin, Chile, fluye en el lago binacional Errázuriz/Roca que cruza la frontera, y desemboca finalmente en la bahía Lapataia. Esto lo define como un río de cuenca argentino-chilena.
Se encuentra rodeado de praderas y bosques magallánicos.

## Etimología toponímica
Etimológicamente, el topónimo Lapataia era la denominación otorgada por los yámana en su propia lengua, y significa 'bahía del bosque' o 'bahía de la madera', en referencia al fiordo donde este curso fluvial desemboca.
La construcción exacta se compone de "lapatai" que significa ‘bosque’ o ‘madera’ y "waia" que significa ‘bahía’ o ‘caleta’.

## Geografía

### Origen geológico
El río Lapataia es el resultado de la acción de los glaciares. Un enorme glaciar que en las últimas fases de las glaciaciones cuaternarias, descendió desde la cordillera avanzó por un valle longitudinal, al cual fue pulieron el fondo con sus hielos. Se unía al gigantesco glaciar que se encontraba en lo que hoy es el canal Beagle. Posteriormente, ante el retroceso posglacial, los espacios que habían estado ocupados por los hielos fueron invadidos por el mar. Son diversos los rasgos que atestiguan estos procesos geológicos; entre ellos destaca el perfil transversal de forma de "U" que posee su valle, con la berma visible, así como la presencia de morrenas.
Si bien geomorfológicamente Lapataia es un fiordo dado su origen (específicamente un y por su forma es un golfo, el término bahía es el accidente marítimo toponímico que la individualizó en la bibliografía.
Entre el 8000 y 3860 años AP, la actual bahía Lapataia, en realidad un paleofiordo, se extendía mucho más profundo dentro de la isla, cubriendo toda el área del río homónimo, y llegando el fondo de su saco hasta lo que hoy es territorio chileno, pues el lago Roca formaba parte de la misma.  Posteriormente, una disminución de algunos metros en el nivel marino, sumado a un embalsamiento natural de la morrena glaciaria en su sector medio, cerró aún más la entrada del agua marina al sector interno, pasando el fondo de su saco a ser un lago de agua dulce. Este lago hoy descarga sus excesos hídricos al fondo de la bahía Lapataia remanente, mediante el río Lapataia, formando todo un complejo estuarino.

### Recorrido de su curso
Chile
En el territorio chileno, explica Hans Niemeyer, El río Lapataia o Roca nace de ventisqueros colgantes situados en los alrededores del Cerro Dalla Vedova (2300m) y corre con múltiples meandros en un ancho valle relleno de sedimentos fluvio glaciales hasta vaciarse en el extremo NO del lago Roca, tras un recorrido superior a 30 km. En este recorrido se le juntan por ambas riberas numerosos esteros que se generan en otros tantos ventisqueros colgantes, y los ríos Pirámide y Rojas.: 631 
Argentina
En territorio argentino posee un largo de aproximadamente 2 km. Lo enmarcan cordones montañosos de los Andes fueguinos: por el oeste el cerro El Cóndor —de 139 m s. n. m.—, y por el este se encuentran el cordón del cerro Guanaco —de 970 m s. n. m.—, el cerro Bellavista —de 299 m s. n. m.— y el cerro Lapataia.
El río Lapataia sirve de único desagüe al lago Roca o Acigami en su extremo sur-oriental, a una altitud de sólo 3 m s. n. m.. La cuenca que alimenta a este lago se compone de numerosos cursos menores, los cuales en época de deshielo transportan importante cantidad de agua.
Con rumbo norte-sur sus aguas recorren un antiguo valle glacial, y a medida que avanzan van tomando un carácter estuarino en razón de la acción de las mareas del canal Beagle.
Apenas nace, este curso fluvial se abre en dos brazos para rodear a la isla El Salmón o Robinson. Luego de superarla, este río se vuelve a unir en una amplia hoya o cancha (de 600 metros de ancho). Posteriormente vuelve a dividirse en dos brazos, denominados río Lapataia propiamente dicho —el de la margen izquierda—, y brazo Ovando o río Ovando—el de la margen derecha—. 
De esta manera rodean otra isla llamada Entre Ríos o Sonrisa, mucho mayor que la anterior, la cual mediante puentes es atravesada por la ruta nacional 3. El conjunto insular del río Lapataia es denominado «archipiélago Cormoranes». Las aguas en un sector del río quedan ameandradas, tomando una coloración verdosa, por lo que es llamada laguna Verde; allí se encuentra el “área de acampe Laguna Verde”.
El brazo derecho recibe un pequeño arroyo que es el desagüe de la llamada: laguna Negra. En el último tramo vuelven otra vez a reunirse, conteniendo otras islas, en este caso muy pequeñas, las que forman un delta antes de desembocar en la bahía, en donde también se encuentran diminutas islas ya marinas.

### Características de su cuenca

Cuencas hidrográficas de los ríos Azopardo, Lapataia y Yendegaia. Al norte se ve el sector sur de la cuenca del río Grande.

La cuenca del río Lapataia es binacional y está incluida en Chile en las Cuencas de Tierra del Fuego, (número 128) y en Argentina se ubica en el área hidrográfica fueguina denominada “Cuencas varias de Tierra del Fuego" (número 73).
Su cuenca de 540 km² limita al norte con la hoya del río Azopardo y la del río Fontaine, separada de ambos por un cordón de cerros que se extiende de este a oeste. Al sur limita con la cuenca del río Yendegaia, al este con las cuencas de los río río Grande (Tierra del Fuego), río Olivia y "Ajej", como llama Niemeyer la parte argentina del río Lapataia.
Esta zona hídrica comprende cursos fluviales que poseen una muy densa red de drenaje en ambiente de cordillera, con recorridos cortos, fuertes pendientes y moderados caudales. Regulan su escurrimiento en especial la nieve estacional, la que presenta en las altitudes más elevadas gran desarrollo, estabilidad y capacidad de almacenamiento. Entre enero y marzo se producen los aportes del agua retenida tanto por los casquetes glaciarios como por el detrito cordillerano, en ambos es liberada lentamente, otorgándole una mayor estabilidad al caudal de este río. En el caso del Lapataia aumenta su regularidad la enorme capacidad de alamacenamiento del lago Roca.
Las turberas ocupan algunos sectores de la alta cuenca de este río, pudiendo estas interceptar y retener grandes volúmenes del agua precipitada durante el estío.

### Biodiversidad
Ecorregionalmente las aguas de este río se incluyen en la ecorregión de agua dulce Patagonia. En cuanto a las tierras que lo rodean pertenecen  a la ecorregión terrestre bosque subpolar magallánico.
Flora
A pesar de que las temperaturas son frías todo el año, las costas del río Lapataia se encuentran cubiertas de turbales, áreas de praderas de origen antrópico y altos bosques magallánicos.
Fauna
En cuanto a su fauna, destacan en especial las aves acuáticas, como el martín pescador grande, el cormorán biguá y diversas especies de anátidas, y macáes.

## Historia

### Primitivos habitantes
Cazadores, mariscadores, y recolectores, de la parcialidad wakimáala o central, de la etnia canoera de los yámanas o yaganes ocuparon sus costas, explotando sus recursos biológicos. Los cúmulos con los restos de cenizas, huesos y dientes de mamíferos marinos, y valvas de mejillones de los que se alimentaban (Mulinia edulis, Mytilus chilensis, Aulacomya atra, Yoldia), aún son perfectamente visibles en sus islas y en las primeras lomadas de sus costas, cubiertos por vegetación herbácea, si bien las cuevas de los introducidos conejos europeos los han afectado. Estos cúmulos son denominados localmente conchales o concheros antropogénicos. Dataciones en una de las ocupaciones en la isla del Salmón determinaron una antigüedad de 1700 años AP. Estos amerindios fueron sus únicos habitantes hasta la llegada de los colonos occidentales, al comenzar a poblarse la que luego sería la ciudad argentina de Ushuaia, en 1861.

### Colonización occidental del área
El primer hombre blanco que recorrió el valle del río Lapataia fue Tomás Zurueta, quien a comienzos de 1892 exploró desde la bahía Lapataia hasta el extremo oriental del fiordo Almirantazgo.: 8 
En las proximidades de la desembocadura de este río se creó en 1883 el aserradero “La Argentina”, el cual constituyó el primer establecimiento industrial de la zona de Ushuaia. Explotaba los bosques que poblaban el valle de este curso fluvial. El transporte de los troncos se hacía en parte mediante jangadas empleando al río Lapataia; aún a comienzos del siglo XXI era posible observar dentro de sus aguas las empalizadas que se colocaron para atajar y orientar la madera flotante.
Este aserradero funcionó primero bajo la administración del gobierno de Ushuaia, luego pasó a ser administrado por las autoridades del Presidio de Ushuaia, y posteriormente en el año 1953 pasó a manos privadas, a la empresa «Zavala y Cia.» Fue desactivado al crearse el parque nacional. 
El 25 de enero de 1946 mediante el decreto N.º 2524 se crea el parque nacional Tierra del Fuego, aunque ese decreto fue dejado sin efecto el 4 de septiembre de 1947 mediante otro decreto, el N.º 26933. Finalmente, el 30 de septiembre de 1960 fue definitivamente creado el parque nacional, mediante la ley N.º 15554. En dicha ley se fijó una única categoría de manejo para la totalidad de la nueva superficie bajo protección: la de parque nacional.
En la década de 1990, mediante los Decretos PEN N° 2148/90 y 453/94 se definieron los límites y objetivos de 3 áreas de Reserva Natural Estricta (RNE), y se estableció la categoría de Reserva Natural Silvestre (RNS) para un sector de 2000 ha del área central de la unidad de conservación, la cual incluye las aguas y riberas del río Lapataia, por lo cual se corresponde al de una zona de uso público extensivo, siendo administradas por la Administración de Parques Nacionales. Buena parte de sus costas son fácilmente accesibles por senderos pedestres.

### Alteraciones
La cuenca del lago Roca ha logrado mantenerse prístina, pero la zona del valle de este río sufrió durante un siglo el pastoreo de ganado vacuno y equino, y por décadas una fuerte explotación de sus recursos forestales. En razón de estas alteraciones, se observan algunos sectores con pastizal, en donde las especies arbóreas australes del original bosque magallánico no han logrado aún recomponer el hábitat forestal a pesar de que estos impactos han disminuido considerablemente.
Daños por el castor
En la cuenca del río Lapataia los introducidos castores canadienses han alterado fuertemente los bosques cortando los árboles o matándolos al inundar superficies boscosas, afectando también el hábitat fluvial. 

## Acceso y atractivos turísticos

Vistas de perspectiva
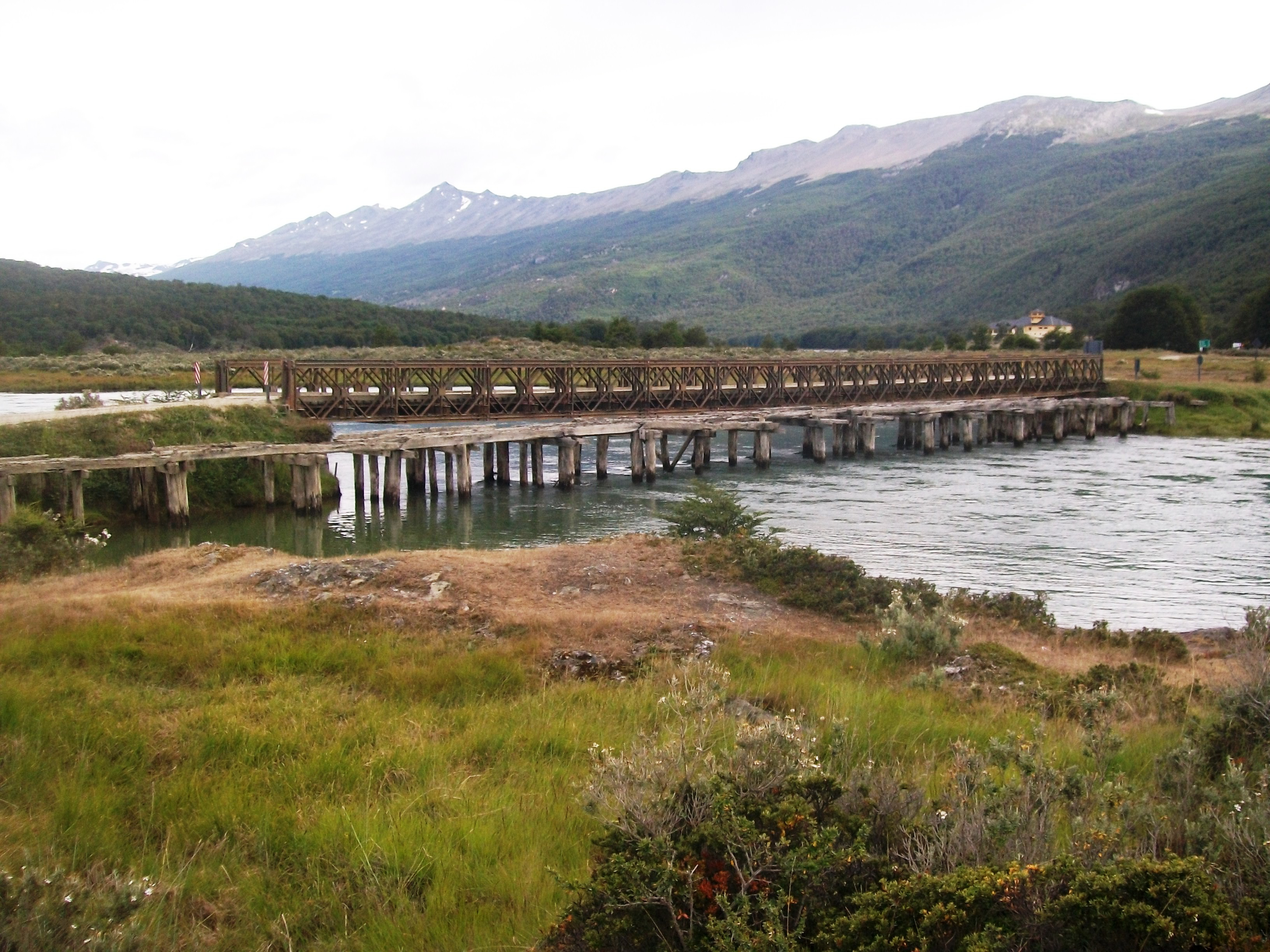
Puente sobre el río, visto desde la isla Entre Ríos.
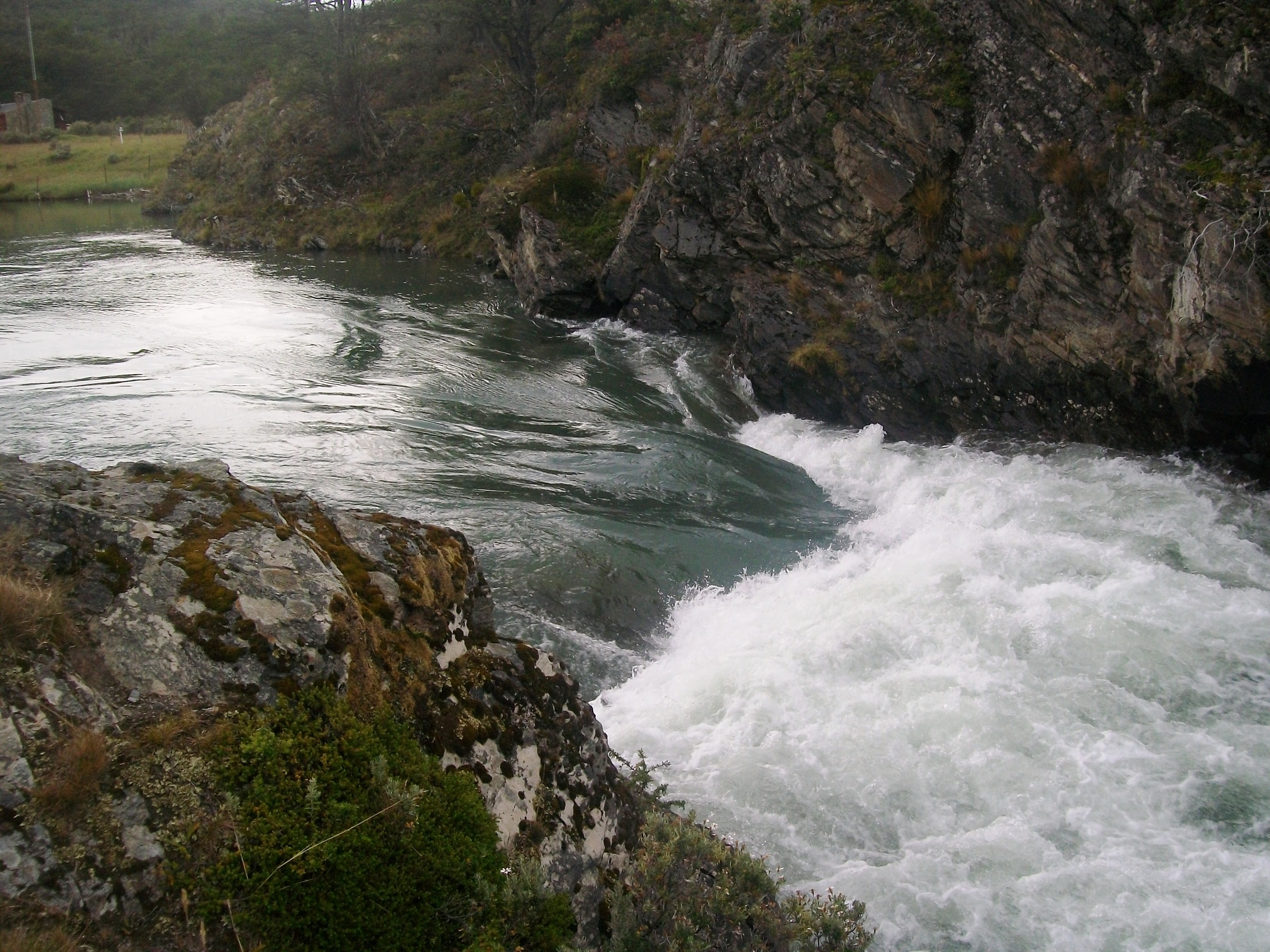
Rápidos del río, vistos desde la isla Entre Ríos.
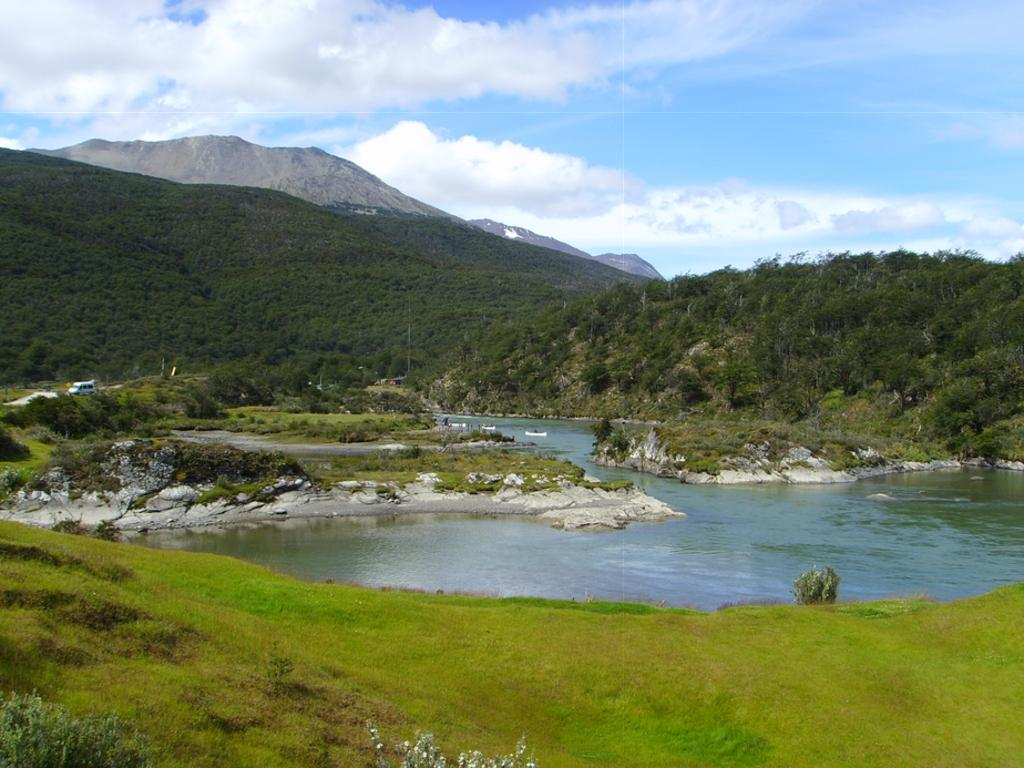
El río Lapataia.
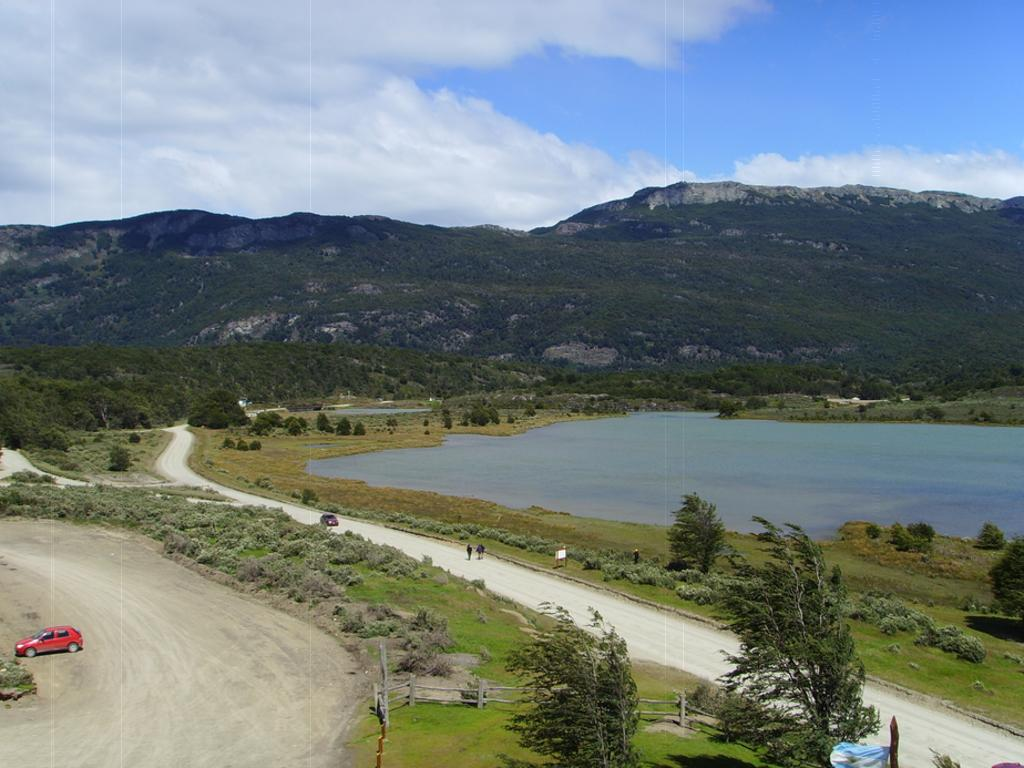
Desembocadura en la bahía homónima.
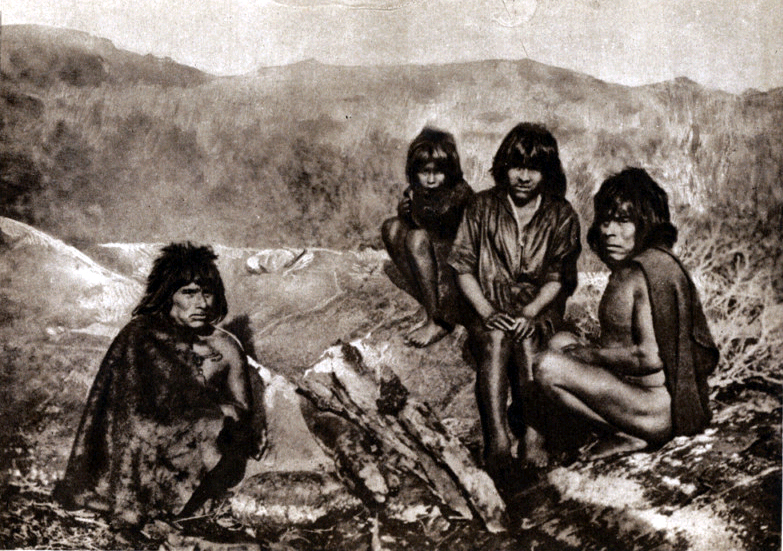
Los yámanas eran los primitivos habitantes de sus riberas.

En río Lapataia se encuentra el kilómetro 3075 (o 3059 según algunos carteles) de la Ruta Nacional 3, la cual nace en la ciudad de Buenos Aires y concluye en el denominado «Fin del Mundo» paraje que se encuentra a 3 km del último puente sobre este río. Allí también concluye por el sur la Carretera Panamericana mediante uno de sus tramos no oficiales, que la prolonga hacia mayores latitudes desde su extremo final oficial: Buenos Aires. Por esta ruta, este río es fácilmente accesible, mediante cualquier tipo de automóviles y durante todo el año, desde la cercana ciudad de Ushuaia, distante 16 km. Es  ideal para el avistamiento de aves marinas. 
Varios sectores de este río son frecuentes destinos turísticos, tanto por visitantes de fin de semana residentes en Ushuaia como por turistas de todo el mundo.
Tanto en el lago como en el río están prohibidas las embarcaciones a motor, pero se permiten los kayaks y canoas.
El río Lapataia como destino de peregrinación religiosa
Cada 8 de noviembre fieles realizan una peregrinación de carácter religioso desde Ushuaia hasta una ermita-santuario de Nuestra Señora de Schönstatt, situada en la desembocadura de este río, sobre la línea de marea de la bahía Lapataia.